# Педро-Мария-Фрейтес
Педро-Мария-Фрейтес (исп. Pedro María Freites) — муниципалитет в составе венесуэльского штата Ансоатеги. Административный центр — город Кантаура. Муниципалитет назван в честь героя борьбы за независимость Венесуэлы Педро Марии Фрейтеса.

## Административное деление
Муниципалитет делится на 4 прихода:
- Кантаура,
- Либертадор,
- Санта-Роса,
- Урика.